# ۳ رمضان
۳ رمضان، سومین روز از ماه رمضان در تقویم هجری قمری است.

## درگذشتگان
- ۴۱۳ (قمری)، شیخ مفید، از بزرگان علمای شیعه در قرن ۵ (قمری).